# Castillo de Alcalá de la Selva
El castillo de Alcalá de la Selva o castillo de los Heredia, se erige en la localidad homónima española situada en la comarca de Gúdar-Javalambre (Teruel, Aragón).

## Historia
De origen musulmán, el castillo no aparece citado hasta el año 1118, cuando fue donado por Alfonso I de Aragón a Lope Juan de Tarazona.
No obstante, tras la muerte de este monarca, pasó de nuevo a manos musulmanas.
Su reconquista definitiva tuvo lugar en 1174 por parte de Alfonso II, siendo devuelto a Lope Juan de Tarazona, quien a su vez lo cedería a Raimundo, prior de Ejea, y a la abadía francesa de la Gran Selva Mayor.
De este hecho deriva el actual nombre de la villa, Alcalá de la Selva.
En 1375 el castillo fue vendido por los monjes a los Fernández de Heredia, señores de la baronía de Mora de Rubielos, quienes lo utilizaron como residencia ocasional.
En 1834 fue ocupado por las huestes carlistas, siendo posteriormente atacado y en gran medida destruido por el general O’Donnell.

## Descripción

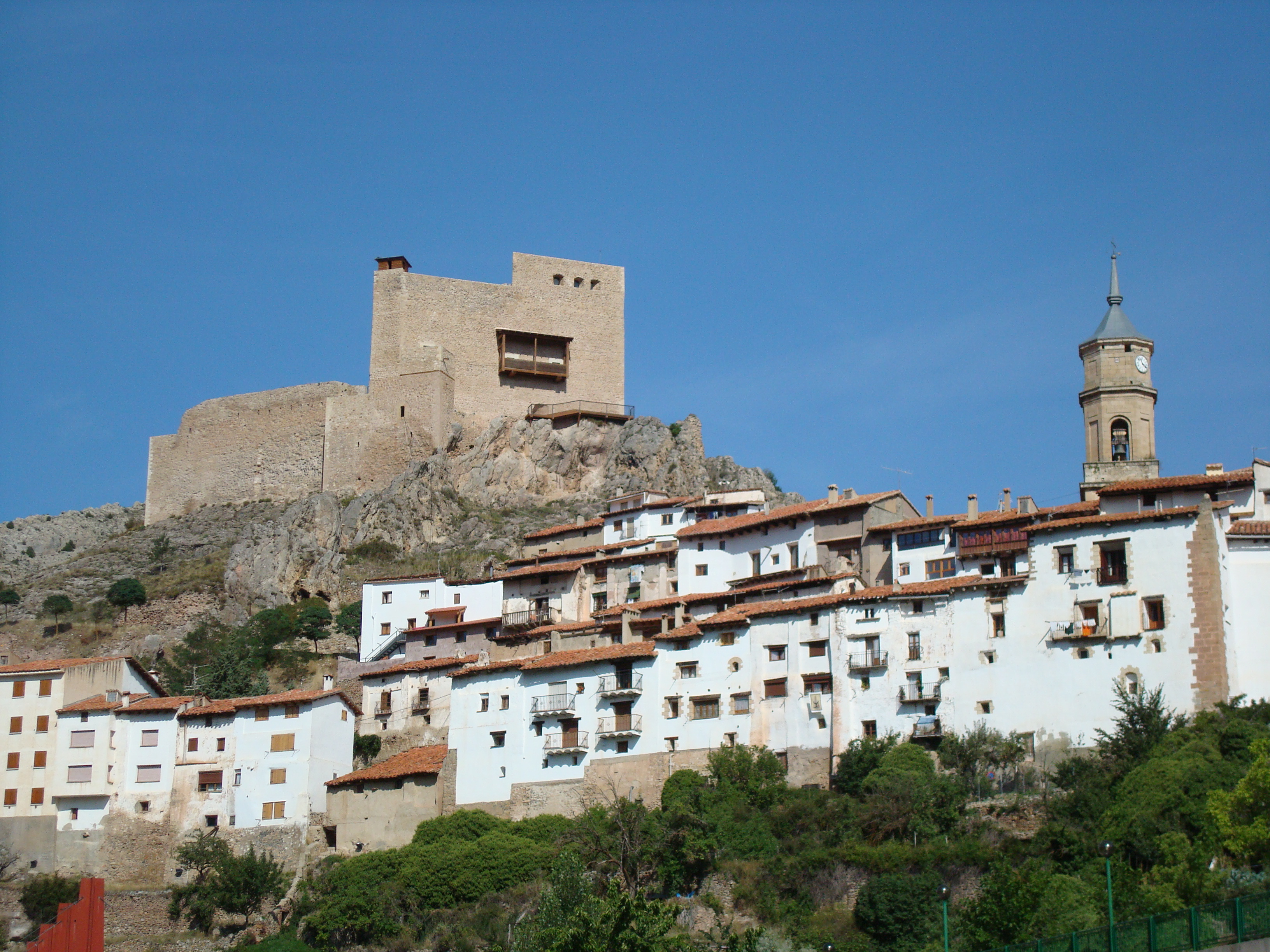
Vista de Alcalá con el castillo de los Heredia en su parte más elevada.

Emplazado sobre un pequeño cerro, el castillo formaba parte del sistema defensivo de la población, de cuyas murallas apenas quedan restos.
Posee planta poligonal de 37 por 15 m, albergando un patio rectangular de grandes dimensiones.
Toda la fortaleza está construida con piedra menuda, reforzada por sillares en las aristas. Posee una torre del homenaje de planta irregular, dividida en tres grandes salas.
La estancia central está cubierta con una bóveda de cañón apuntado.